# A Prince of Lovers
A Prince of Lovers é um filme mudo britânico de 1922, do gênero drama biográfico, dirigido por Charles Calvert e estrelado por Howard Gaye, Marjorie Hume e Mary Clare, com roteiro baseado na peça Byron, de Alicia Ramsey, sobre a vida do poeta Lord Byron.

## Elenco
- Howard Gaye ... Lord Byron

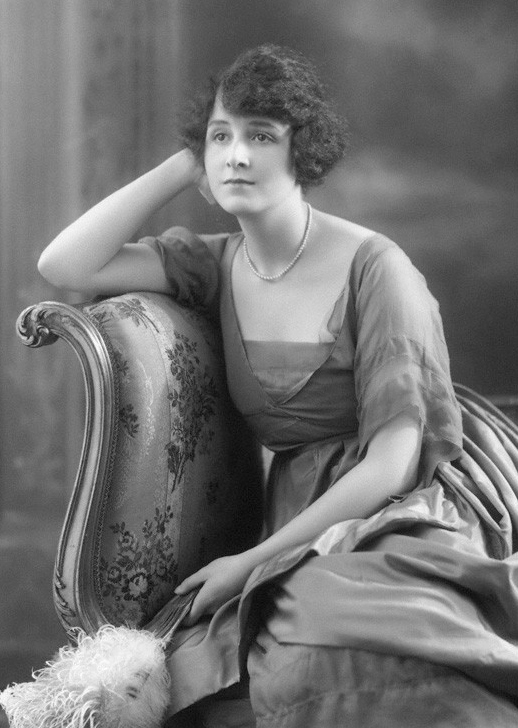
Marjorie Hume

Mary Clare

- Marjorie Hume ... Isabella Milbanke
- Mary Clare ... Lady Caroline Lamb
- David Hawthorne ... Cam Hobhouse
- Marjorie Day ... Augusta Leigh
- George Foley ... Sir Ralph Milbanke
- H.R. Hignett ... Fletcher
- Wyndham Guise ... Joe
- Gladys Hamilton ... Lady Milbanke
- W.D.C. Knox ... Sir Walter Scott
- Viva Birkett ... Lady Jersey
- Eugene A. Leahy ... Tom Moore
- Bellenden Powell ... príncipe-regente
- Saba Raleigh ... Mme. de Stael
- Geoffrey Dunstan ... Scrope Davis
- Emmeline Ormsby ... Sra. Byron
- Hector Abbas ... Murray
- Eileen Onions ... Ada Augusta Byron
- Madge Tree ... Sra. Clermont
- Marie Ault ... Nannie